# Earth (Vangelis-album)
Earth is het eerste officiële album van Vangelis. Het album werd uitgebracht in 1973. Er waren al eerder albums van Vangelis opgenomen en uitgegeven, onder andere met filmmuziek, maar dit album geldt voor velen als debuutalbum. Het verscheen nog wel onder zijn volledige naam (Vangelis O. Papathanassiou); de hoes van het volgende album Heaven and Hell vermeldde alleen nog "Vangelis" als naam. Vanaf dat album werden al zijn albums onder die naam uitgebracht. Earth is een vrij zeldzame uitgave. Het album is pas in 1996 voor het eerst op cd verschenen en alleen in Griekenland, het moederland van Vangelis. Het doorbraakalbum van Vangelis is niet Earth, maar eerder de opvolger Heaven and Hell.
De muziek van dit album is qua sfeer een voortzetting van de albums die Vangelis had afgekeurd voor release: de moeilijk verkrijgbare The Dragon en Hypothesis; ook zijn er nog flarden te horen van de muziek van Aphrodite's Child, de band die hij net had verlaten. Deze binding is niet zo vreemd, want op dit album, de twee voornoemde afgekeurde albums en het laatste album van Aphrodite's Child was zijn gitarist Argiris Koulouris. Het album werd opgenomen in Parijs, in de Europa Sonor Studio.
Come On met B-kant He-O werd uitgegeven als single. In aanvulling op het album verscheen een single met twee overgebleven nummers, die niet op het album terechtkwamen: Who (geschreven door Robert Fitoussi en Richelle Dassin) en Sad Face (geschreven door Vangelis). Er lagen nog meer nummers op de plank, die bedoeld waren voor dit album, maar nooit verschenen zijn. Friends, The River, Sunday in Central Park, The Witches Are Out en Passer By waren bedoeld om uiteindelijk uit te komen onder een totaalproject, Charge, maar bleven onuitgegeven.

## Musici
- Vangelis – toetsinstrumenten, percussie, tabla, fluit, achtergrondzang
- Argiris Koulouris – gitaar, achtergrondzang
- Robert Fitoussi – basgitaar, zang
- Warren Sjapovitsj – spreekstem (2) (10)

## Tracklist
| Nr. | Titel                                            | Duur |
| --- | ------------------------------------------------ | ---- |
| 1.  | Come On (Vangelis)                               | 2:09 |
| 2.  | We Were All Uprooted (Vangelis; Richelle Dassin) | 6:51 |
| 3.  | Sunny Earth (Vangelis)                           | 6:41 |
| 4.  | He-O (Argiris Koulouris; Richelle Dassin)        | 4:12 |

| Nr. | Titel                                           | Duur |
| --- | ----------------------------------------------- | ---- |
| 5.  | Ritual (Vangelis)                               | 2:45 |
| 6.  | Let It Happen (Vangelis; Richelle Dassin)       | 4:19 |
| 7.  | The City (Vangelis)                             | 1:16 |
| 8.  | My Face in the Rain (Vangelis; Richelle Dassin) | 4:23 |
| 9.  | Watch Out (Vangelis)                            | 3:02 |
| 10. | A Song (Vangelis; Richelle Dassin)              | 3:28 |

## Trivia
- In hetzelfde jaar als Earth verscheen Vangelis met dezelfde musici op een album van Melina Mercouri.